# West Caribbean Airways
West Caribbean Airways S.A. (WCA) — бывшая авиакомпания Колумбии со штаб-квартирой в аэропорту имени Энрике Олайя Эрреры (Медельин), работавшая в период с 1998 по 2005 годы в сфере пассажирских авиаперевозок страны и за её пределами.
Главными транзитными узлами (хабами) авиакомпании являлись международный аэропорт имени Хосе Марии Кордовы в Медельине и международный аэропорт Эль-Дорадо в Боготе.

## История
Авиакомпания была основана в 1998 году колумбийским бизнесменом Хассаном Танниром и начала операционную деятельность в декабре следующего года. Первоначально штаб-квартира перевозчика находилась в городе Сан-Андрес, флот компании составляли четыре самолёта Let L-410, работавшие на маршруте между Сан-Андресом и островом Провиденсия.
В 2000 году West Caribbean Airways открыла регулярные перевозки в Картахену, Монтерию и Барранкилью на взятых в лизинг лайнерах ATR-42, а также новые регулярных международные маршруты в Варадеро (Куба), Панаму (Панама) и Сан-Хосе (Коста-Рика). В следующем году активы авиакомпании приобрела группа инвесторов, после чего штаб-квартира перевозчика была перенесена в Медельин. В 2001 году компания запустила несколько новых направлений в Эль-Багре, Монтерию, Каукасию, Толу, Чигородо,
После катастрофы чартерного рейса 708 в 2005 году в Венесуэле авиакомпании были запрещены полёты воздушных судов, после чего West Caribbean Airways полностью прекратила операционную деятельность.

## Маршрутная сеть
В январе 2005 года авиакомпания West Caribbean Airways осуществляла регулярные перевозки по следующим пунктам назначения:
- Внутренние: Армения, Барранкилья, Богота, Кали, Картахена, Каукасия, Чигородо, Кукута, Эль-Багре, Медельин, Монтерия, Оту, Провиденсия, Пуэрто-Беррио, Кибдо, Сан-Андрес, Толу и Турбо.
- Международные: Ораньестад, Панама, Сан-Хосе и Порламар.

## Флот
В январе 2005 года воздушный флот авиакомпании West Caribbean Airways составляли следующие самолёты:
- ATR-42-300 — 1 ед.
- ATR-42-320 — 3 ед.
- McDonnell Douglas MD-81 — 1 ед.
- McDonnell Douglas MD-82 — 3 ед.
- Let L-410 Turbolet — 8 ед.

## Авиапроисшествия
- 26 марта 2005 года. Самолёт Let L-410 Turbolet (регистрационный HK-4146) вследствие отказа двигателя упал сразу после взлёта из аэропорта Эль-Эмбрухо (Сан-Андрес-и-Провиденсия)/ Погибли оба пилота и 6 из 12 пассажиров, находившихся на борту[3][4].
- 16 августа 2005 года. Самолёт MD-82 (регистрационный HK-4374X), выполнявший чартерный рейс 708 из Панамы на остров Мартиника, в результате серии ошибок экипажа разбился в горах Сьерра-де-Периха на границе Колумбии и Венесуэлы. Погибли все 160 человек, находившихся на борту лайнера[5].